# Dusona rufoscapus
Dusona rufoscapus là một loài tò vò trong họ Ichneumonidae.